# Adiantum gertrudis
Adiantum gertrudis är en kantbräkenväxtart som beskrevs av Espin. Adiantum gertrudis ingår i släktet Adiantum och familjen Pteridaceae. Inga underarter finns listade.